# Hjalmar Svedlund
Per Hjalmar Svedlund, född 16 januari 1901 i Västerås, död där 8 december 1969, var en svensk tecknare och målare.
Han var son till byggnadsmålaren Per Reinhold Svedlund och Anna Charlotta Johansson och gift första gången 1924–1935 med Carin Rosa Aurora Wallinder och andra gången från 1938 med kaféidkerskan Naemi Irene Sahlström. Svedlund arbetade under många år som byggnads och dekorationsmålare och när arbetsuppgifterna tröt sysslade han med karikatyrteckningar och illustrationsteckningar för olika tidningar. Han kom senare att utveckla sitt konstnärskap genom ABF:s konstkurser i Västerås och Stockholm på 1930- och 1940-talen samt privata studier för Evert Myhrman i Eskilstuna. Separat ställde han ut i Gislaved 1957, Västerås 1964, Hallstahammar 1965 och Surahammar 1966. Han medverkade i en utställning med västmanländsk konst på Stadshuset i Västerås. Hans konst består av landskap och figurmotiv utförda i olja, akvarell, tuschteckning, lavering och från 1960-talet även i collage. Svedlund är representerad vid Västerås kommun.     